# Hugh Bird
Hugh Bird es un ingeniero británico. Fue el ingeniero de carreras de Sergio Pérez en Red Bull Racing en Fórmula 1.

## Historia
Después de graduarse de la Universidad de Cambridge, Bird comenzó su carrera en el automovilismo en 2012 como ingeniero de análisis y simulación para Red Bull Racing. Luego se convirtió en ingeniero de rendimiento de simulación entre 2015 a 2017. Para la temporada 2018, fue nombrado ingeniero de rendimiento de Max Verstappen en un período en el que el neerlandés obtuvo siete victorias y varios podios. En 2021 fue designado ingeniero de carrera del piloto mexicano Sergio Pérez, donde llevó al mexicano a una victoria y varios podios. Con Pérez consiguió un subcampeonato de pilotos en 2023 y un tercer lugar en 2022. El 1 de febrero de 2025, Red Bull anunció que Bird no continuará como ingeniero de carrera, y será sustituido por Richard Wood, quién trabajará junto a Liam Lawson en la temporada 2025, afirmando también que seguirá trabajando en la fábrica del equipo.